# Síndrome de Cobb
El síndrome de Cobb, también llamado angiomatosis cutáneo-vertebral medular o angiomatosis cutáneo-vertebral espinal, es una enfermedad rara no hereditaria que se caracteriza por la presencia de tumoraciones en la médula espinal de tipo angiomas  o malformaciones arteriovenosas asociadas con lesiones vasculares cutáneas en el mismo dermatoma. La enfermedad es una malformación vascular metamérica (afecta las tres capas: neural, mesodermo y tejido ectodérmico) del mismo dermatoma segmentario.

## Historia
En 1890, Berenbruch fue el primero en describir esta patología. Sin embargo, no se le dio importancia hasta la descripción en 1915 por Cobb. El paciente descrito por Cobb era un niño de ocho años de edad con manchas de vino de Oporto en la cara posterior del tórax y que se asoció con una malformación venosa o arteriovenosa subyacente que ocasionó compresión medular. Se han reportado menos de 50 casos en la literatura mundial (39 de acuerdo a una revisión). La importancia de este síndrome estriba en el reconocimiento de la lesión cutánea que puede indicar la presencia de una malformación arteriovenosa espinal oculta.

## Patofisiología
Las manifestaciones cutáneas del síndrome de Cobb típicamente se presentan como manchas de vino de Oporto o angiomas. Sin embargo, existen reportes de su asociación con angioqueratomas, angiolipomas y linfangioma circunscrito.

## Epidemiología
La frecuencia real se desconoce, ya que se diagnostican únicamente los casos sintomáticos. No se conoce predilección étnica. Sin embargo, la mayoría de los casos se han identificado en caucásicos. Existe una leve predominancia en el varón. 

## Manifestaciones clínicas
Existen varias teorías para el desarrollo de las manifestaciones neurológicas en el síndrome de Cobb: el síndrome de robo sanguíneo que involucra isquemia de la médula espinal, compresión de la médula por la malformación arteriovenosa e hipertensión venosa. La presentación puede deberse a hemorragia subaracnoidea secundaria a ruptura de la  malformación arterio-venosa (MAV).
La presentación clínica puede variar desde monoparesia, cuadriplejía espástica de instalación súbita. Otros signos incluyen: dolor, meningismo, cefalea, fiebre, hipertrofia glútea y de una extremidad. La presentación puede ser súbita o desarrollarse en semanas o años. Se han reportado MAV´s espinales desde el nivel vertebral C2 hasta el nivel vertebral L5.

## Diagnóstico
Antes de la aparición de la tomografía axial y la resonancia magnética, el hallazgo clásico en las radiografías simples consistía en la visualización de estrías verticales en el interior del cuerpo vertebral. Las radiografías simples tienen un valor limitado, en ocasiones pueden mostrar erosión ósea del canal espinal que afecta a los pedículos, las láminas o los forámenes además de la afectación del cuerpo vertebral.
La resonancia magnética es el estudio de primera elección para el diagnóstico de MAVs espinales. y la angiografía.

### Diagnóstico diferencial
1. Angioqueratoma corporal difuso (Enfermedad de Fabry)

2. Herpes zóster

3. Hemangioma Infantil

## Tratamiento
El paciente debe ser referido a un neurocirujano y a un experto en intervención vascular (neurorradiólogo intervencionista o neurocirujano endovascular)
El tratamiento endovascular por medio de embolización a través de la arteria espinal anterior (o posterior) se ha establecido como el método de tratamiento más eficaz y seguro.

## Complicaciones
Si el tratamiento se retrasa, se puede desarrollar un síndrome de Foix-Alajouanine o mielopatía necrótica subaguda debido a trombosis en el angioma espinal.